# Dichostates trilineatus
Dichostates trilineatus là một loài bọ cánh cứng trong họ Cerambycidae.